# 九州総合通信局
九州総合通信局（きゅうしゅうそうごうつうしんきょく）とは情報通信行政を所管する総務省の地方支分部局である。福岡県・佐賀県・長崎県・熊本県・大分県・宮崎県・鹿児島県を管轄している。

## 所在地
〒860-8795　熊本県熊本市西区春日二丁目10-1 熊本地方合同庁舎

## コールサイン
- 九州総合通信局管内のアマチュア無線のコールサインは6が次ぐ（6の次にRが付くのは沖縄総合通信事務所管轄）。

## 組織
局長の下、次の組織により構成されている。
- 総務部（総務課 - 企画広報室 - 財務課）
- 情報通信部（電気通信事業課 - 情報通信連携推進課 - 情報通信振興課）
- 放送部（放送課 - 有線放送課 - 受信障害対策官 - デジタル放送受信者支援室）
- 無線通信部（企画調整課 - 航空海上課 - 陸上課）
- 電波監理部（電波利用環境課 - 監視課 - 調査課）
- 総括調整官
- 信書便監理官
- 総合通信相談所

## 沿革
- 1985年（昭和60年）4月1日 郵政省設置法の改正により九州電気通信監理局となる。
- 2001年（平成13年）1月6日 中央省庁等の再編に伴う組織変更により九州総合通信局に改称。
- 2011年（平成23年）1月11日 本局を熊本市二の丸1-4（電波監理部は熊本市小峯3丁目1-1）から現在の熊本地方合同庁舎へ移転。